# Теорія Морса
Тео́рія Мо́рса — загальна назва теорій, що ґрунтуються на ідеях Морса і описують зв'язок алгебро-топологічних властивостей топологічного простору з критичними точками гладкої функції (функціоналів) на ньому. Теорія Морса є розділом варіаційного числення в цілому; проте останнє ширше: наприклад, воно включає в себе теорію категорій в сенсі Люстерника — Шнірельмана.

## Основні результати
- Лема Морса.

- Якщо множина {\displaystyle f^{-1}([a,b])} компактна, не перетинається з краєм многовиду {\displaystyle M} і містить рівно одну критичну точку, що має індекс Морса {\displaystyle k}, то {\displaystyle f^{-1}(b)} діффеоморфна многовиду, отриманому з {\displaystyle f^{-1}(a)} приклеюванням ручки індексу k, див. хірургія.

- Кожній функції Морса {\displaystyle f} на гладкому многовиді {\displaystyle M} (без края) відповідає гомотопічно еквівалентний многовиду {\displaystyle M} клітинний простір, клітини якого перебувають у бієктивній відповідності до критичних точок функції {\displaystyle f}, причому розмірність клітини дорівнює індексу відповідної критичної точки. Важливі наслідки цього подання:
  - Нерівність Морса.
  - Інструмент для вивчення топології многовидів. Причому важливі не тільки індекси, але і кількість критичних точок. Припустимо, на замкнутому многовиді задана функція Морса {\displaystyle f:M\to R}, що має в точности {\displaystyle m} критичних точок (індекси яких невідомі), — як це впливає на топологію многовиду?
    - Випадок {\displaystyle m=1} неможливий згідно з нерівностями Морса.
    - Випадок {\displaystyle m=2}: Теорема Ріба про сферу стверджує, що {\displaystyle M} гомеоморфно (але, взагалі кажучи, не дифеоморфно) сфері {\displaystyle S^{n}}.
    - Випадок {\displaystyle m=3} можливий тільки в деяких малих розмірностях, при цьому {\displaystyle M} гомеоморфно многовиду Ілса — Кейпера.